# Várassúr
Várassúr (1899-ig Varra-Súr, szlovákul Varov Šúr) Súr településrésze, korábban önálló falu Szlovákiában, a Nagyszombati kerületben, a Nagyszombati járásban.

## Fekvése
Nagyszombattól 13 km-re délkeletre, a Vág jobb partján fekszik.

## Története
Neve a türk eredetű magyar Súr személynévből ered (cur = egy méltóságnév).
Vályi András szerint "Varra Súr. Tót falu Pozsony Várm. földes Ura G. Eszterházy Uraság, lakosai katolikusok, fekszik Nagy Súrhoz nem meszsze, mellynek filiája; határja is hozzá hasonlító."
Fényes Elek szerint "Súr (Varra), tót falu, Poson vgyében, ugyancsak a Vágh mellett: 446 kath., 8 zsidó lak. F. u. gr. Eszterházy József."
Pozsony vármegye monográfiája szerint "Varrasúr, vágvölgyi tót kisközség, 66 házzal 487 róm. kath. vallású lakossal. Története a többi Súr nevű községével azonos. E községről is ugyanaz a hagyomány, hogy Súr vezérnek Varra nevű fia alapította. Földesurai az Esterházyak voltak. A községnek nincs temploma, ezt egyszerű kápolna helyettesíti, mely 1884-ben épült. Postája Nagysúr, távírója és vasúti állomása Szered. Ide tartozik Licz és a Vágontúli major."
1910-ben 466, túlnyomórészt szlovák lakosa volt. A trianoni békeszerződésig Pozsony vármegye Nagyszombati járásához tartozott.
1960-ban Nagysúr, Nemessúr és Valtasúr falvakkal Súr néven egyesítették
2001-ben Súr község 2211 lakosából 2170 szlovák volt.

## Nevezetességei
Szent József kápolnája 1884-ben épült.

## Külső hivatkozások
- Súr község hivatalos oldala
- E-obce.sk Archiválva 2008. szeptember 25-i dátummal a Wayback Machine-ben
- Községinfó